# عزبة محطة راس الخليج
عزبه محطه راس الخليج هي احدى العزب التابعه لقرية كفر الترعة الجديد مركز شربين محافظة الدقهلية في جمهورية مصر العربية.
العزبه تتبع الوحده المحليه بقريه رأس الخليج حيث سميت هذه العزبه بهذا الاسم نظرا لوجود في العزبه محطه قطار تسمى محطة رأس الخليج حيث يفصل العزبه عن كفر الترعة الجديد عزبة أخرى تسمى عزبة زكي ويفصلها عن كفر الترعة القديم عزبه تسمى عزبه العسكر ويفصلها عن الطريق السريع شربين دمياط عزبه تسمى نمره واحد أو عزبه الشركه ويوجد في العزبه موقف سيارات عمومي يسمى موقف كفر الترعه الجديد.